# Famille de Roffignac
 (mai 2021).
Si vous disposez d'ouvrages ou d'articles de référence ou si vous connaissez des sites web de qualité traitant du thème abordé ici, merci de compléter l'article en donnant les références utiles à sa vérifiabilité et en les liant à la section « Notes et références ».
La famille de Roffignac est une famille subsistante de la noblesse française sur preuves de 1385, d'extraction chevaleresque, originaire du Limousin.

## Histoire
Le nom de Roffignac figure dans des cartulaires du Bas-Limousin dès le XIe siècle. 
On ne sait toutefois pas de laquelle des trois familles, issues des trois fiefs du nom de Roffignac, ou Rouffignac, en Corrèze, la famille actuelle descend.
Plusieurs personnages de ce nom sont en effet cités mais sans être rattachés à la filiation prouvée de la famille actuelle : Robert de Roffignac participa à la première croisade (1096-1099). Étienne de Roffignac, cité dans un acte du cartulaire d'Uzerche de 1133-1135, est présent à Saint-Germain-les-Vergnes (un Louis de Roffignac est encore qualifié de seigneur de Saint-Germain-les-Vergnes au XVIIe siècle). Rainaud et Élie de Roffignac participèrent à la septième croisade (croisade de Saint Louis 1248-1254). Le blason de la famille d'or au lion de gueules, est visible dans la salle des Croisades au château de Versailles.
En 1345, Raynald de Roffignac, chevalier, seigneur de Saint-Germain-les-Vergnes achète à Philippe et Guillaume de Malbernard le château et la tour de la Motte dit de la Malbernardie, à Allassac, lequel sera connu par la suite sous le nom de La Motte-Rouffignac.
L'actuelle famille de Roffignac prouve sa noblesse par des actes authentiques sans discontinuer depuis l'année 1385.
Bernard Chérin, généalogiste et historiographe des ordres du roi, écrit : « La maison de Roffignac tient un rang distingué entre celles de l'ancienne chevalerie. »
Sur l'origine de la devise de la famille de Roffignac nous trouvons ceci : 

« Caesar Borgonionibus, évêque de Limoges (1547), écrit dans son bréviaire : Saint Martial, pressé de l'excès du désir de convertir à Dieu toute l'Aquitaine, se mit en campagne pour guerroyer les démons. Gagnant toujours paix sur l'ennemi des hommes, il passa par le château de Roffignac, où ayant été bénignement reçu par le seigneur du lieu, il le baptisa avec toute sa famille, au grand profit et avantage de l'Église naissante. On montre encore à présent les Lettres Patentes de cette maison, qui sont tout-à-fait conformes à cette histoire, et cette très ancienne noblesse de Roffignac a reçu beaucoup d'éclat de ce bénéfice. Ce n'est pas une de ces moindres faveurs que la bénédiction de Saint Martial l'ait toujours maintenue dans la foi du Christianisme sans s'en détourner aucunement, et qu'elle ait produit des hommes célèbres, soit en guerre pour le service du Prince, soit dans les fonctions de l'Église pour la gloire de Dieu et de Saint Martial. »

Le 29 mars 1605 un arrêt du Conseil d'État mentionne un Louis de Rouffignac, sieur de Saint-Germain, jugé coupable d'un vol nocturne en la maison du lieutenant général d'Uzerche. Cet arrêt, qui porte le no 9240, ordonne l'exécution de la condamnation à mort prononcée par contumace par le vice-sénéchal du Limousin contre ce seigneur et ses complices.
René-Annibal de Roffignac (1740-1807), colonel au régiment de Chartres, passe au service du roi Charles III d'Espagne en 1783 après avoir participé au siège de Gibraltar. Il obtient la nationalité espagnole en 1792 et est nommé brigadier des armées et maréchal de camp à l'armée de Navarre. Ayant appris le procès de Louis XVI, il écrit à la Convention : 

« Au Président de la Convention Nationale
J'ai appris la mise en jugement du Roi de France. J'ignore les suites d'une procédure aussi extraordinaire en France et j'offre à la Convention Nationale, au cas ou Louis XVI soit condamné à mourir, de vouloir la mort à sa place. Par ce moyen, la France évitera le reproche que l'on fait encore à l'Angleterre d'avoir, par un esprit de party, sacrifié Charles premier, et j'aurai rempli un devoir que beaucoup d'autres envient.
Comte de Roffignac, Madrid, 25 décembre 1792. »

Sa lettre est restée sans réponse,.
René-Annibal de Roffignac avait été admis aux honneurs de la Cour le 19 juillet 1773 sous le titre de comte de Roffignac.
Joseph de Roffignac (1773-1846), rejoint son père René-Annibal en Espagne après avoir combattu dans l'armée des Princes à Coblence. Il devient lieutenant des dragons de la reine et prend la nationalité espagnole. Il commande un détachement du régiment des dragons du Mexique en garnison à La Nouvelle-Orléans en 1801 sous le nom de Josef Rofiniaco. La Louisiane est admise comme 18e état des États-Unis en 1812. Joseph de Roffignac démissionne alors de l'armée espagnole et est élu sénateur de Louisiane, de 1812 à 1824, puis il devient maire de La Nouvelle-Orléans de 1820 à 1828 sous le nom de Joseph Roffignac.
Au XXe siècle Françoise de Roffignac épouse Yves Lecointre (1932-1985), capitaine de frégate, un de leurs fils, François Lecointre, est devenu chef d'état-major des armées françaises de 2017 à 2021 et grand chancelier de la Légion d’honneur depuis 2023.
La famille de Roffignac a été admise à l'ANF en 1953.

## Personnalités
- Rainald de Roffignac (1350-1418), chambellan de Philippe II le Hardi, duc de Bourgogne, et de Charles VI, roi de France (ce personnage est-il rattaché à la filiation prouvée ?)[réf. nécessaire]
- Guy de Roffignac (mort en 1416), abbé de l'abbaye bénédictine de Lagrasse[réf. nécessaire]
- Jean de Roffignac (né vers 1380), chambellan de Jean sans Peur, duc de Bourgogne, et de Charles, duc d'Orléans[réf. nécessaire]
- Hugues de Roffignac (1388-1460), évêque de Limoges
- Bertrand de Roffignac (1402-1485), évêque de Sarlat[13]
- Christophe de Roffignac (1520-1572), président à mortier au parlement de Bordeaux[14]
- René-Annibal de Roffignac (1740-1807), maréchal des camps et armées du roi d'Espagne[15], grand d'Espagne
- Louis-Philippe-Joseph de Roffignac (1773-1846), maire de La Nouvelle-Orléans (États-Unis)
- Françoise de Roffignac (1966), femme politique membre des Républicains, vice-présidente du conseil départemental de la Charente-Maritime et adjointe au maire de Grézac[16]

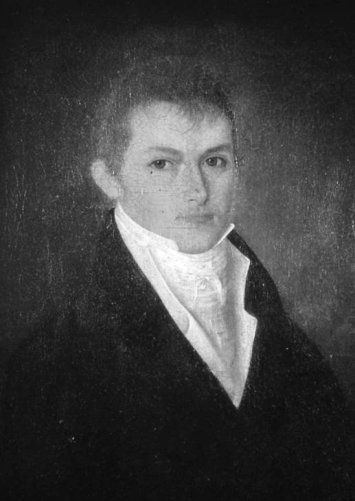
Louis-Philippe-Joseph de Roffignac (1773-1846), maire de La Nouvelle-Orléans (États-Unis d'Amérique)

## Alliances
Les principales alliances de cette famille sont : de Malafayde (1307), Aubert (1328), de Saint-Exupéry (1353 et 158x), de Cramaud (1385), de Monteruc (1396), de La Porte (14xx), de Noailles (1430), de Salignac (145x et 1549), de la Cropte de Chanterac (1476), d'Anlezy (1482), de Lasteyrie (15xx), de Lauzières-Thémines (153x), Damas (154x), de Dienne (1563), de Saint-Nectaire (157x), Sardini (158x), de Durfort (1629), de Beynac (1641), d'Aydie (1679), de Vassal (1658), de Bonneval (16xx), d'Angennes (1672), de Foucauld (1673 et 1902), Morin d'Arfeuille (1698), de Chasteigner de la Roche-Posay (1793), de Lambertye (1861, 1866 et 1896), d'Abzac (1871), Faugère de Biensan.

## Armes, blason, devise
- D'or au lion de gueules
- Premier chrétien du Limousin[réf. nécessaire]

## Possessions et fiefs
Les châteaux de :
- Araux
- Saint-Germain-les-Vergnes[17]
- La Mothe-Roffignac, à Allassac[18]
- Sannat
- Belleville
- Couzage
- Chavagnac
- Marzac
- Apremont
- Meauce
- Chaumont-sur-Loire
- Château Chesnel

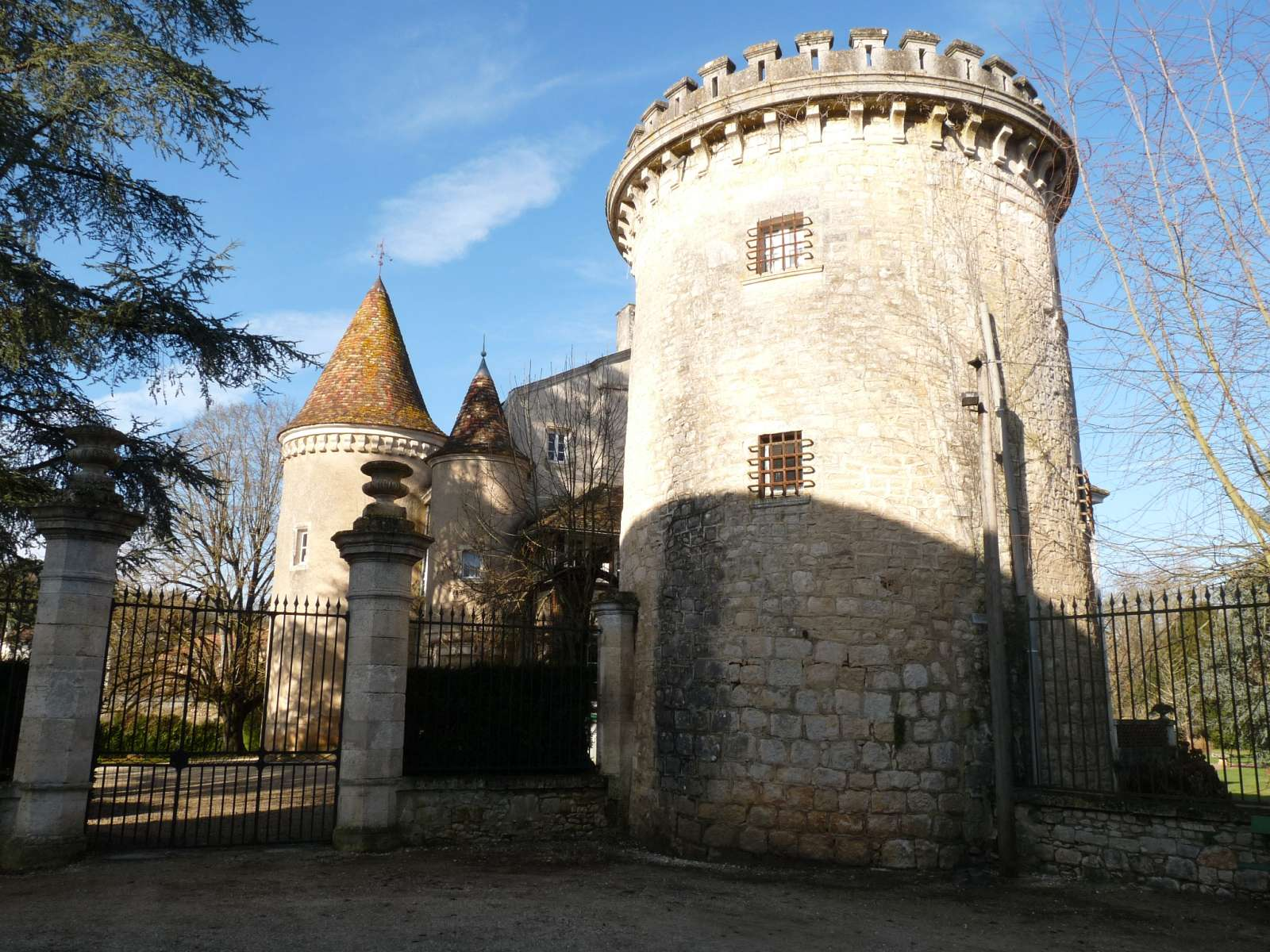
La tour du château de Belleville.
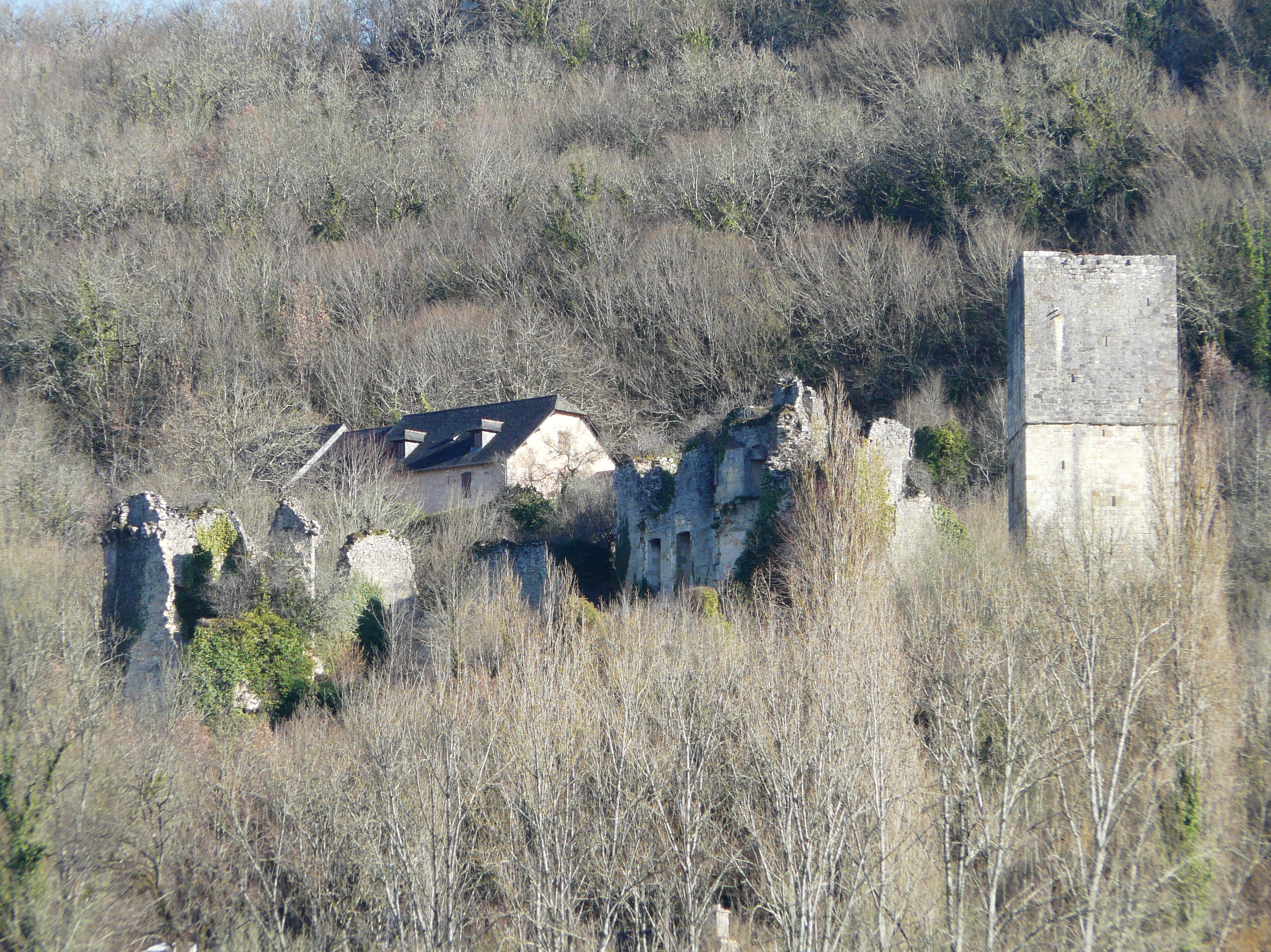
Les ruines du château de Couzage.
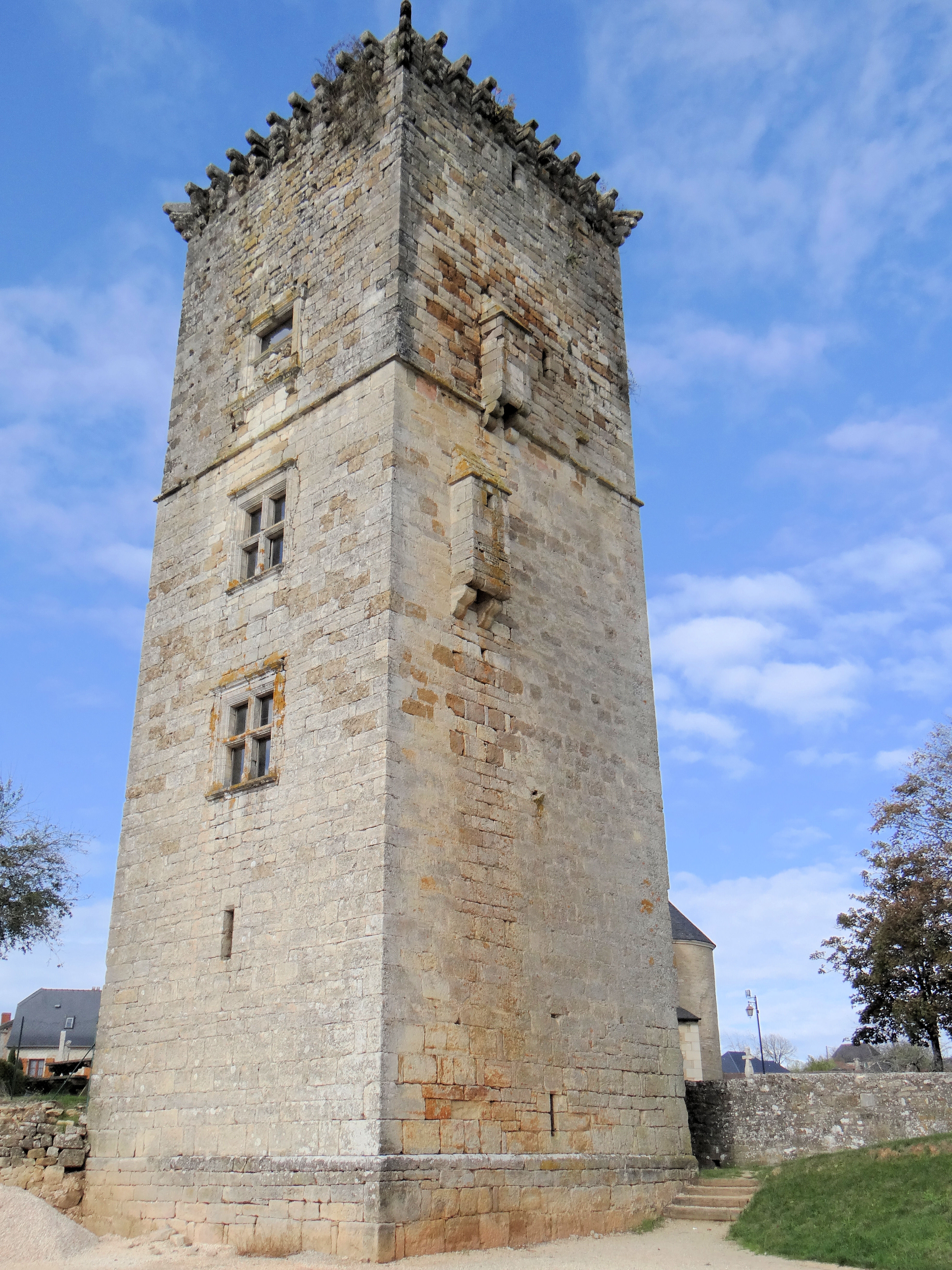
La tour de Chavagnac.
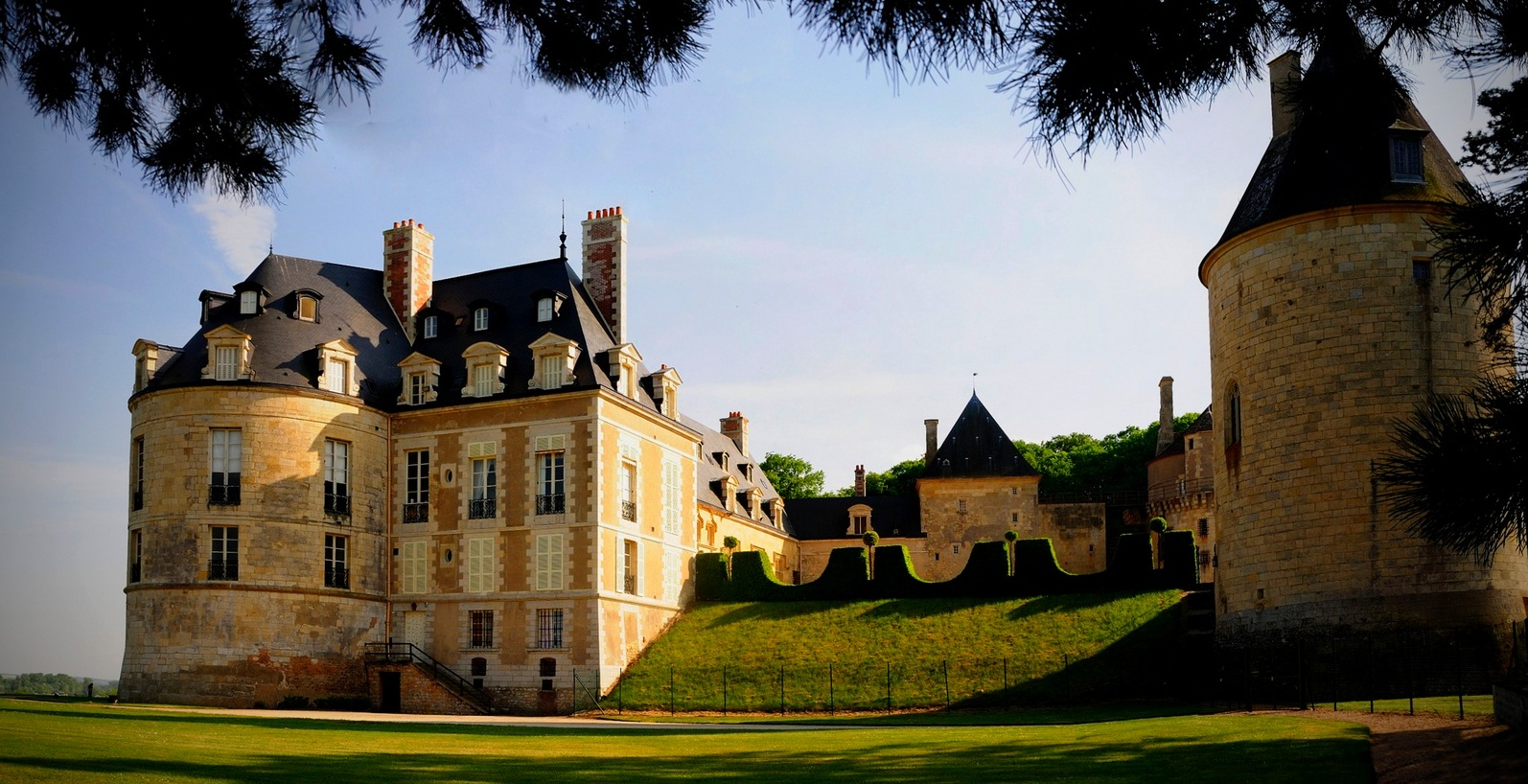
Le château d'Apremont-sur-Allier.
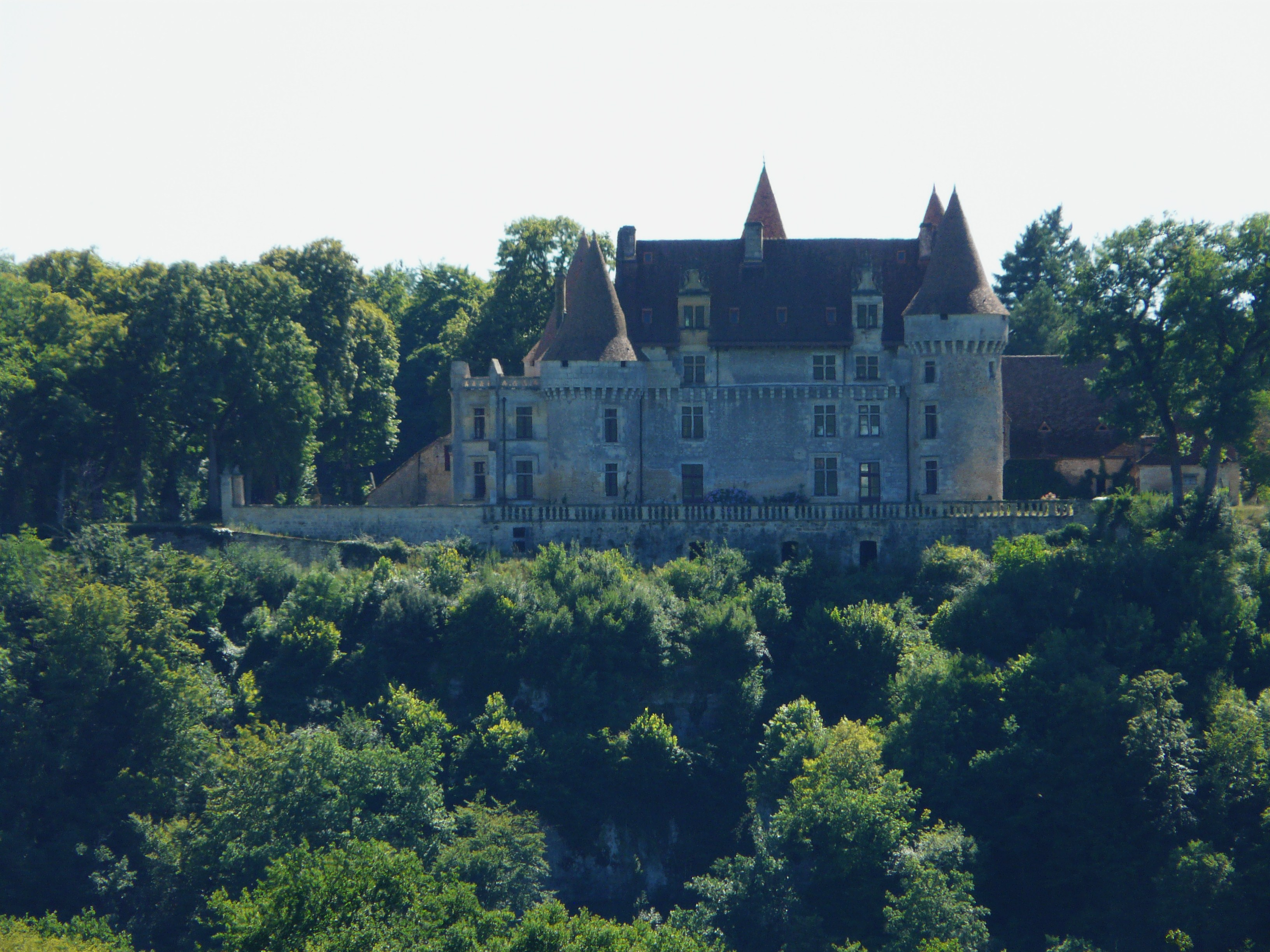
Le château de Marzac.
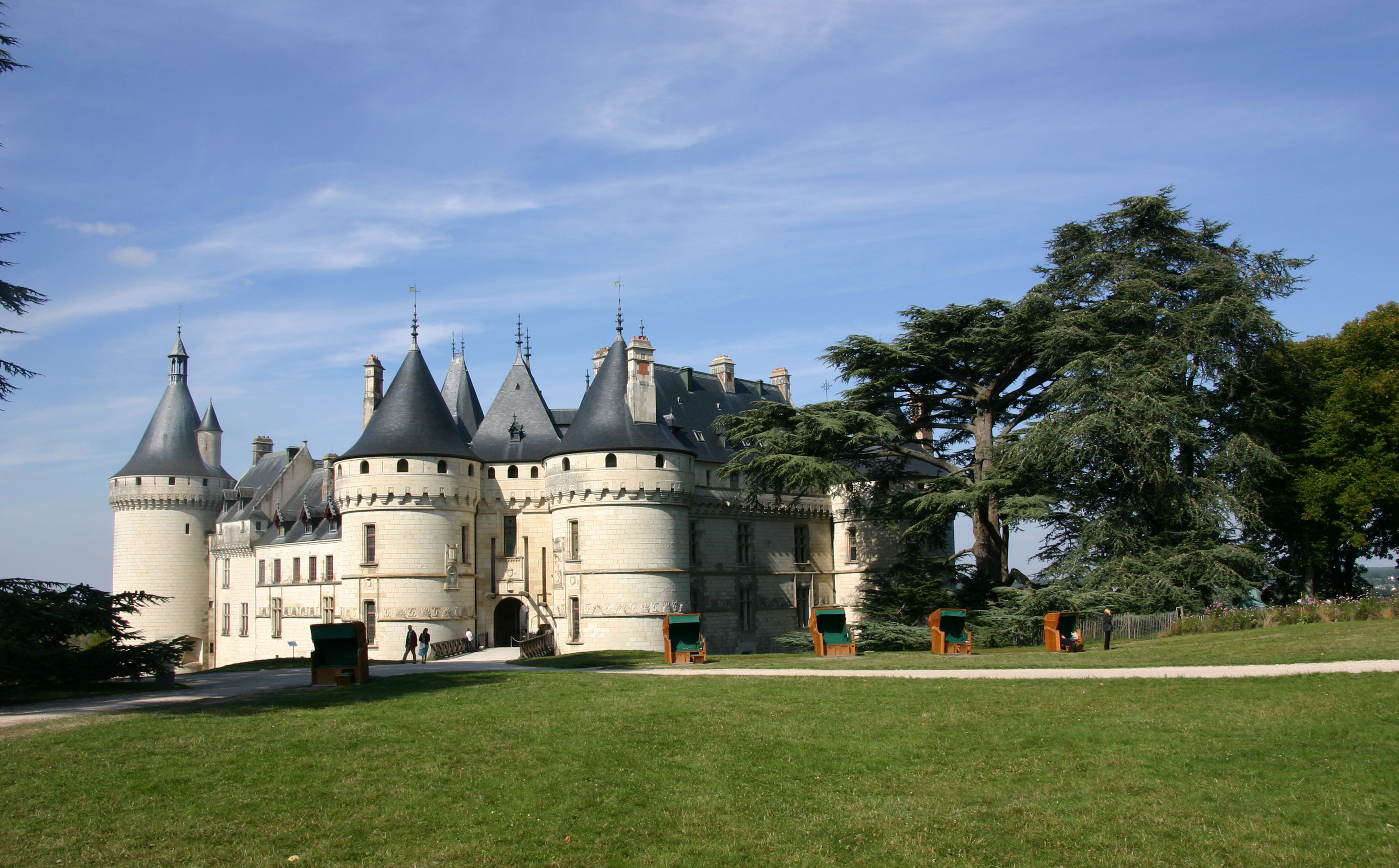
Chaumont-sur-Loire
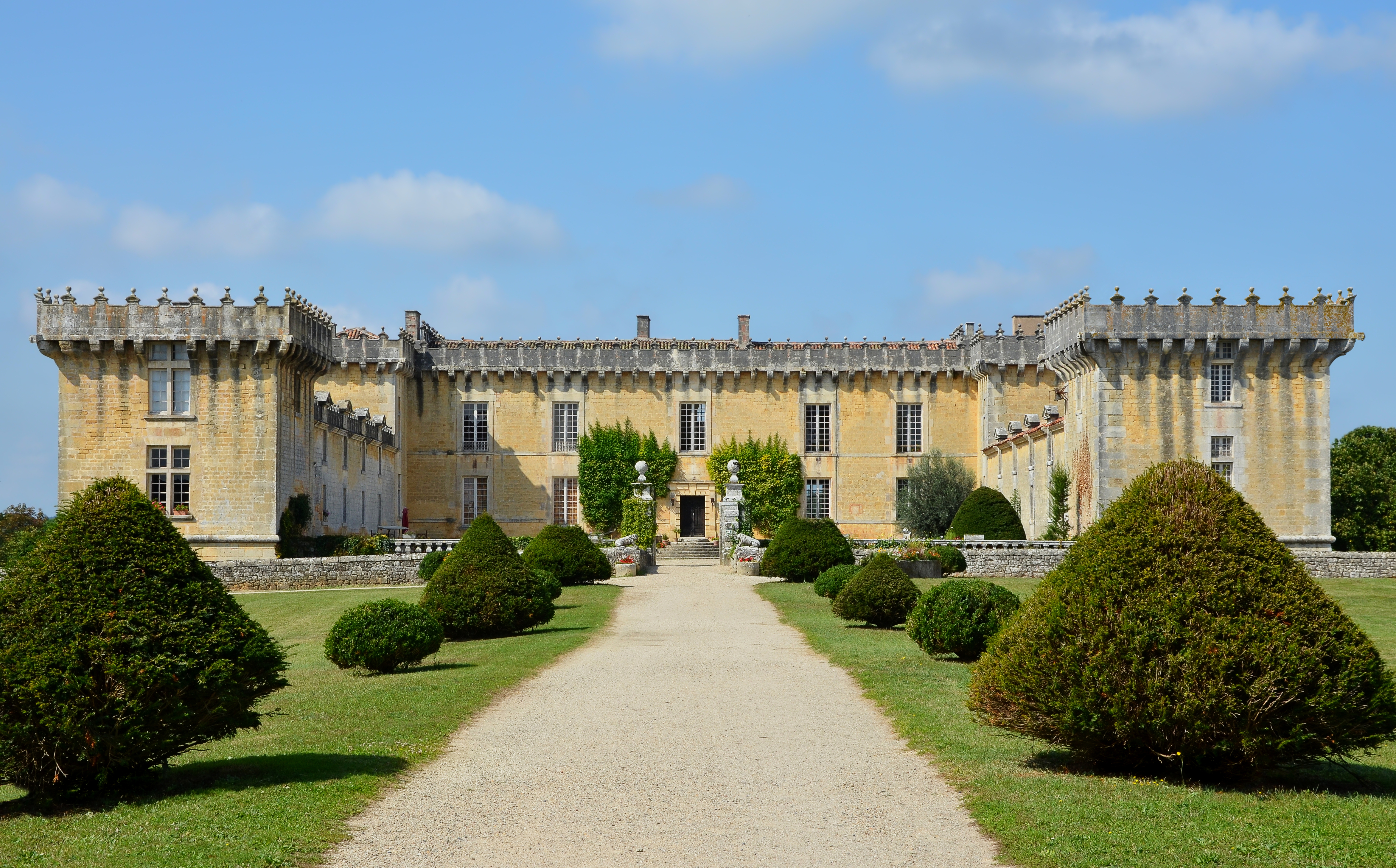
Château Chesnel

## Postérité
- Une rue de la Nouvelle-Orléans porte le nom Roffignac Street en souvenir de Louis-Philippe-Joseph de Roffignac (1773-1846), maire de La Nouvelle-Orléans